# Strimnica
Strimnica (makedonsky: Стримница, albánsky: Strimnicë) je vesnice v Severní Makedonii. Nachází se v opštině Želino v Položském regionu.

## Geografie
Strimnica se nachází v oblasti Položská kotlina. Leží na levém břehu řeky Vardar, na úpatí hory Suva Gora. Nedaleko vesnice se nachází obec Fališe.

## Demografie
Podle sčítání lidu z roku 2021 žije ve vesnici 1 937 obyvatel, z toho většina se hlásí k albánské národnosti.
| Rok          | 1900 | 1948 | 1953 | 1961  | 1971  | 1981  | 1994  | 2002  | 2021  |
| ------------ | ---- | ---- | ---- | ----- | ----- | ----- | ----- | ----- | ----- |
| Obyvatelstvo | 245  | 733  | 840  | 1 042 | 1 406 | 1 831 | 2 194 | 2 422 | 1 937 |